# رود دیربورن
رود دیربورن (به انگلیسی: Dearborn River) رودی است که از مختصات ۴۷°۱۸′۳۳″ شمالی ۱۱۲°۴۹′۱۰″ غربی سرچشمه می‌گیرد و در ۴۷°۰۷′۴۱″ شمالی ۱۱۱°۵۴′۳۷″ غربی به رود میزوری می‌پیوندد. این رود از شهرستان‌های کاسکید و لویس و کلارک می‌گذرد. طول آن ۷۰ مایل (۱۱۰ کیلومتر) است.